# Ichnogramm
Als Ichnogramm (altgriechisch τὸ ἴχνος íchnos, deutsch ‚Gang, Fußabdruck, Fährte‘ und γράφειν gráphein, deutsch ‚schreiben‘) bezeichnet man in der Medizin allgemein die Aufzeichnung der individuellen Gehspuren, um möglicherweise vorhandene Störungen beurteilen zu können. Daneben wird unter diesem Begriff auch der Gipsabdruck oder der Abdruck des eingefärbten Fußes auf Papier verstanden.